# Neetzow
Neetzow is een ortsteil van de Duitse gemeente Neetzow-Liepen in Mecklenburg-Voor-Pommeren. Op 1 januari 2014 werd de toenmalige gemeente Neetzow opgeheven en fuseerde hij met Liepen tot Neetzow-Liepen.